# Aetana kinabalu
Aetana kinabalu är en spindelart som beskrevs av Huber 2005. Aetana kinabalu ingår i släktet Aetana och familjen dallerspindlar. Inga underarter finns listade i Catalogue of Life.